# Eudactylina myliobatidos
Eudactylina myliobatidos is een eenoogkreeftjessoort uit de familie van de Eudactylinidae. De wetenschappelijke naam van de soort is voor het eerst geldig gepubliceerd in 1991 door Luque & Farfán.